# Ochraethes citrinus
Ochraethes citrinus là một loài bọ cánh cứng trong họ Cerambycidae.